# Белецковка
Беле́цковка (укр. Білецьківка) — село, Белецковский сельский совет, Кременчугский район, Полтавская область, Украина.
Код КОАТУУ — 5322480401. Население по переписи 2001 года составляло 1915 человек.
Является административным центром Белецковского сельского совета, в который, кроме того, входят сёла Бурты, Маламовка, Новоселовка, Подгорное, Старая Белецкая и Чечелево.

## Географическое положение
Село Белецковка находится в 3-х км от плавней правого берега реки Днепр, выше по течению на расстоянии в 1 км расположено село Новоселовка, ниже по течению примыкает село Подгорное. Рядом проходят автомобильные дороги М-22 (E 577), Р-10 и железная дорога, станции Белецковка, Платформа 3 км и Платформа 270 км.

## История
- Село Белецковка основано в 1740 году переселенцами из Миргородского и Полтавского полков.
- В 1753 году село входило в состав только что созданного Новослободского полка, с 1764 года в состав Новороссийской губернии.
- В 1802 году Белецковка была переподчинена в состав Николаевской губернии, а через год в 1803 — в состав Херсонской. В селе была церковь и церковно-парафиальная школа.
- В 1859 году в селе владельческом Белецковка была церковь православная, завод винокуренный и 99 дворов где проживало 567 человек.[3]
- В селе была Николаевская церковь.[4]

## Экономика
- Молочно-товарная ферма.
- ООО «Белецковское 1».

## Объекты социальной сферы
- Детский сад «Журавушка».
- Белецковский учебно-воспитательный комплекс.

## Достопримечательности
- Белецковские плавни.
- Братская могила советских воинов.

## Галерея

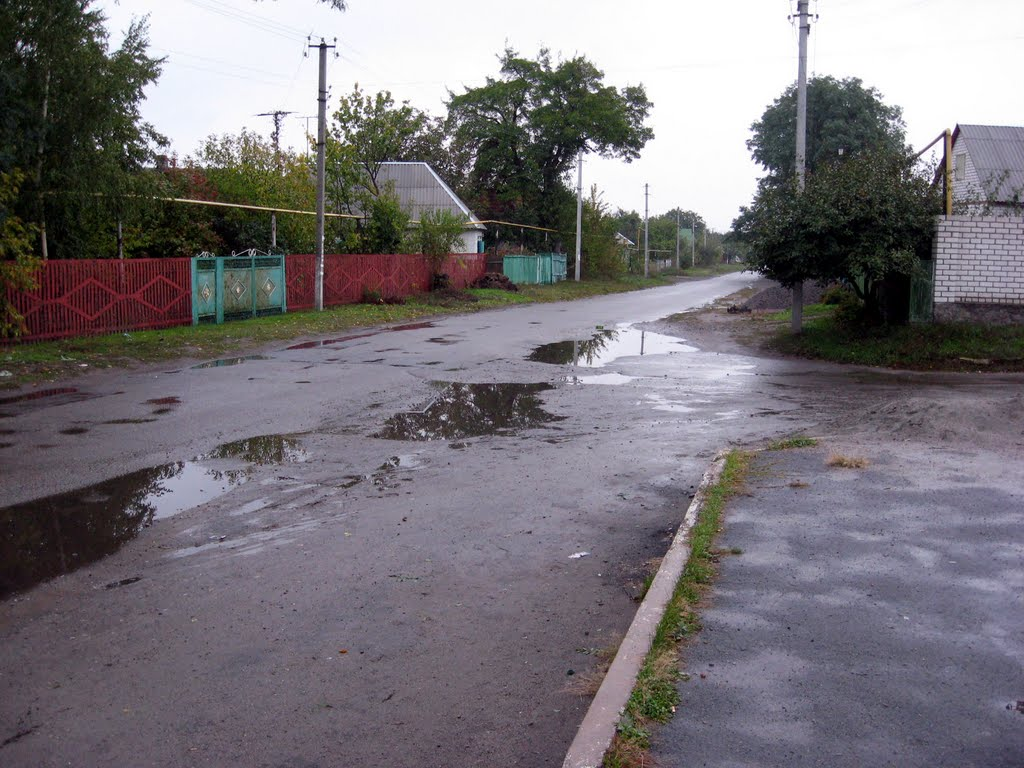
На улице села
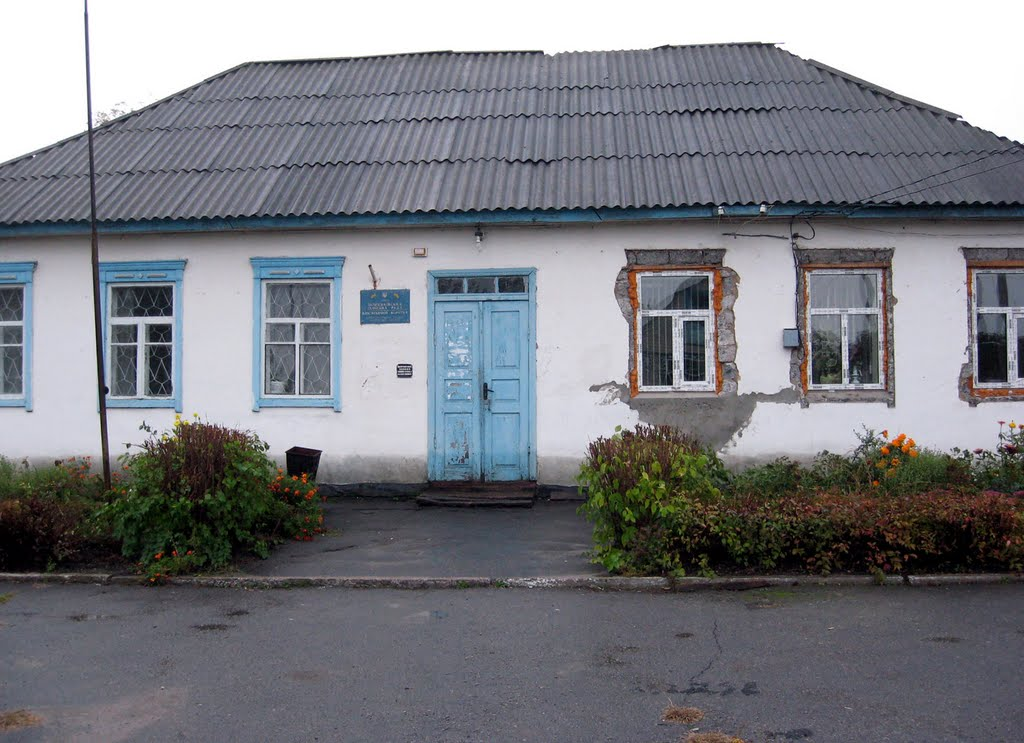
Сельский совет
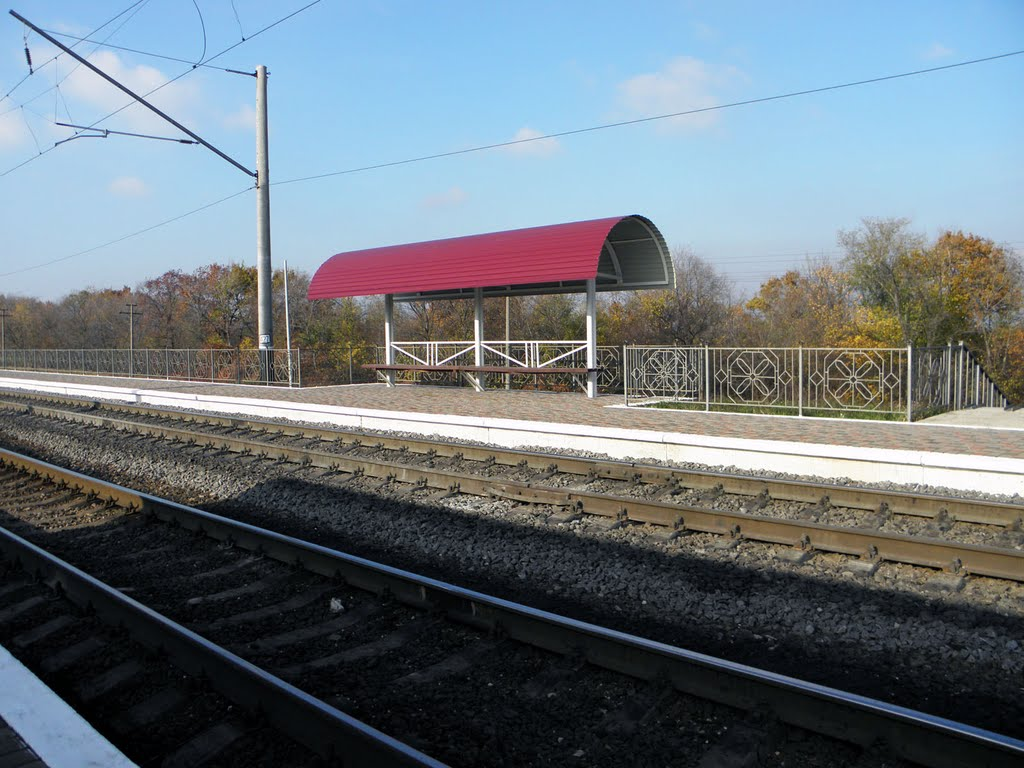
Железнодорожная станция